# 新潮大學
新潮大学是位于越南东北部宣光省的一所公立大学，由宣光省人民委员会主管。

## 历史沿革
新潮大学肇始于1959年，前身是宣光省初级师范学校，1969年升格为中级师范学校，1999年升格为大专，并更名为宣光师范高等专科学校。2011年，学校更名为宣光高等专科学校（Trường Cao đẳng Tuyên Quang）。2013年，越南政府总理批准学校升格为本科层次的的新潮大学，其新校名源自于越盟阵线曾经召开国民大会的新潮祠堂（今宣光省山阳县新潮社）。